# Liste der Gemeinden im Département Haute-Marne

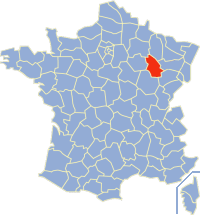
Lage des Départements Haute-Marne

Das Département Haute-Marne liegt in der Region Grand Est in Frankreich. Es untergliedert sich in drei Arrondissements mit 426 Gemeinden (frz. communes) (Stand 1. Januar 2019).
| Code INSEE | PLZ   | Gemeinde                         | Einwohner (Stand 1. Januar 2022) | Fläche in km² | Einwohner je km² | Kanton seit 30. März 2015 Kanton bis 29. März 2015                                                                             | Arrondissement | Gemeindeverband                        |
| ---------- | ----- | -------------------------------- | -------------------------------- | ------------- | ---------------- | --- | -------------- | -------------------------------------- |
| 52001      | 52340 | Ageville                         | 302                              | 19,55         | 15               | Nogent | Chaumont       | Chaumont                               |
| 52002      | 52400 | Aigremont                        | 26                               | 4,87          | 5                | Bourbonne-les-Bains | Langres        | Savoir-Faire                           |
| 52003      | 52700 | Aillianville                     | 142                              | 23,63         | 6                | Poissons Saint-Blin | Chaumont       | Meuse Rognon                           |
| 52004      | 52230 | Aingoulaincourt                  | 11                               | 5,10          | 2                | Poissons | Saint-Dizier   | Bassin de Joinville en Champagne       |
| 52005      | 52120 | Aizanville                       | 27                               | 3,50          | 8                | Châteauvillain | Chaumont       | Trois Forêts                           |
| 52006      | 52130 | Allichamps                       | 362                              | 2,74          | 132              | Saint-Dizier-1 Wassy | Saint-Dizier   | Grand Saint-Dizier, Der et Vallées     |
| 52007      | 52110 | Ambonville                       | 85                               | 14,47         | 6                | Joinville Doulevant-le-Château                                                                                                 | Saint-Dizier   | Bassin de Joinville en Champagne       |
| 52008      | 52700 | Andelot-Blancheville             | 831                              | 33,18         | 25               | Bologne Andelot-Blancheville                                                                                                   | Chaumont       | Meuse Rognon                           |
| 52009      | 52360 | Andilly-en-Bassigny              | 106                              | 8,42          | 13               | Nogent Neuilly-l’Évêque | Langres        | Grand Langres                          |
| 52011      | 52310 | Annéville-la-Prairie             | 94                               | 5,22          | 18               | Bologne Vignory | Chaumont       | Chaumont                               |
| 52012      | 52230 | Annonville                       | 29                               | 6,19          | 5                | Poissons | Saint-Dizier   | Bassin de Joinville en Champagne       |
| 52013      | 52500 | Anrosey                          | 125                              | 11,04         | 11               | Chalindrey Laferté-sur-Amance                                                                                                  | Langres        | Savoir-Faire                           |
| 52014      | 52250 | Aprey                            | 189                              | 15,72         | 12               | Villegusien-le-Lac Longeau-Percey                                                                                              | Langres        | Auberive, Vingeanne et Montsaugeonnais |
| 52015      | 52500 | Arbigny-sous-Varennes            | 86                               | 9,84          | 9                | Chalindrey Varennes-sur-Amance                                                                                                 | Langres        | Savoir-Faire                           |
| 52016      | 52160 | Arbot                            | 64                               | 13,15         | 5                | Villegusien-le-Lac Auberive | Langres        | Auberive, Vingeanne et Montsaugeonnais |
| 52017      | 52210 | Arc-en-Barrois                   | 688                              | 50,44         | 14               | Châteauvillain Arc-en-Barrois                                                                                                  | Chaumont       | Trois Forêts                           |
| 52019      | 52110 | Arnancourt                       | 82                               | 9,31          | 9                | Joinville Doulevant-le-Château                                                                                                 | Saint-Dizier   | Bassin de Joinville en Champagne       |
| 52021      | 52130 | Attancourt                       | 275                              | 10,02         | 27               | Wassy | Saint-Dizier   | Grand Saint-Dizier, Der et Vallées     |
| 52022      | 52210 | Aubepierre-sur-Aube              | 185                              | 43,10         | 4                | Châteauvillain Arc-en-Barrois                                                                                                  | Chaumont       | Trois Forêts                           |
| 52023      | 52160 | Auberive                         | 156                              | 70,64         | 2                | Villegusien-le-Lac Auberive | Langres        | Auberive, Vingeanne et Montsaugeonnais |
| 52025      | 52240 | Audeloncourt                     | 80                               | 11,60         | 7                | Poissons Clefmont | Chaumont       | Meuse Rognon                           |
| 52027      | 52190 | Aujeurres                        | 67                               | 12,94         | 5                | Villegusien-le-Lac Longeau-Percey                                                                                              | Langres        | Auberive, Vingeanne et Montsaugeonnais |
| 52028      | 52160 | Aulnoy-sur-Aube                  | 58                               | 9,31          | 6                | Villegusien-le-Lac Auberive | Langres        | Auberive, Vingeanne et Montsaugeonnais |
| 52029      | 52300 | Autigny-le-Grand                 | 130                              | 3,59          | 36               | Joinville | Saint-Dizier   | Bassin de Joinville en Champagne       |
| 52030      | 52300 | Autigny-le-Petit                 | 55                               | 2,53          | 22               | Joinville | Saint-Dizier   | Bassin de Joinville en Champagne       |
| 52031      | 52120 | Autreville-sur-la-Renne          | 376                              | 31,57         | 12               | Châteauvillain Juzennecourt | Chaumont       | Trois Forêts                           |
| 52033      | 52140 | Avrecourt                        | 113                              | 7,64          | 15               | Bourbonne-les-Bains Val-de-Meuse                                                                                               | Langres        | Grand Langres                          |
| 52034      | 52130 | Bailly-aux-Forges                | 133                              | 10,51         | 13               | Wassy | Saint-Dizier   | Grand Saint-Dizier, Der et Vallées     |
| 52035      | 52250 | Baissey                          | 172                              | 9,97          | 17               | Villegusien-le-Lac Longeau-Percey                                                                                              | Langres        | Auberive, Vingeanne et Montsaugeonnais |
| 52037      | 52360 | Bannes                           | 364                              | 9,16          | 40               | Nogent Neuilly-l’Évêque | Langres        | Grand Langres                          |
| 52038      | 52240 | Bassoncourt                      | 63                               | 6,49          | 10               | Poissons Clefmont | Chaumont       | Meuse Rognon                           |
| 52039      | 52110 | Baudrecourt                      | 85                               | 8,78          | 10               | Joinville Doulevant-le-Château                                                                                                 | Saint-Dizier   | Bassin de Joinville en Champagne       |
| 52265      | 52170 | Bayard-sur-Marne                 | 1269                             | 15,39         | 82               | Eurville-Bienville Chevillon                                                                                                   | Saint-Dizier   | Grand Saint-Dizier, Der et Vallées     |
| 52040      | 52160 | Bay-sur-Aube                     | 46                               | 9,75          | 5                | Villegusien-le-Lac Auberive | Langres        | Auberive, Vingeanne et Montsaugeonnais |
| 52042      | 52260 | Beauchemin                       | 111                              | 11,92         | 9                | Langres Neuilly-l’Évêque | Langres        | Grand Langres                          |
| 52043      | 52500 | Belmont                          | 48                               | 7,47          | 6                | Chalindrey Fayl-Billot | Langres        | Savoir-Faire                           |
| 52045      | 52100 | Bettancourt-la-Ferrée            | 1797                             | 5,38          | 334              | Saint-Dizier-3 Saint-Dizier-Nord-Est                                                                                           | Saint-Dizier   | Grand Saint-Dizier, Der et Vallées     |
| 52047      | 52110 | Beurville                        | 102                              | 22,92         | 4                | Joinville Doulevant-le-Château                                                                                                 | Saint-Dizier   | Bassin de Joinville en Champagne       |
| 52050      | 52340 | Biesles                          | 1334                             | 23,84         | 56               | Nogent | Chaumont       | Chaumont                               |
| 52051      | 52500 | Bize                             | 80                               | 2,09          | 38               | Chalindrey Laferté-sur-Amance                                                                                                  | Langres        | Savoir-Faire                           |
| 52053      | 52330 | Blaisy                           | 67                               | 5,62          | 12               | Châteauvillain Juzennecourt | Chaumont       | Chaumont                               |
| 52055      | 52300 | Blécourt                         | 115                              | 7,25          | 16               | Joinville | Saint-Dizier   | Bassin de Joinville en Champagne       |
| 52056      | 52120 | Blessonville                     | 176                              | 9,76          | 18               | Châteauvillain | Chaumont       | Trois Forêts                           |
| 52057      | 52110 | Blumeray                         | 100                              | 14,68         | 7                | Joinville Doulevant-le-Château                                                                                                 | Saint-Dizier   | Bassin de Joinville en Champagne       |
| 52058      | 52310 | Bologne                          | 1836                             | 31,26         | 59               | Bologne Vignory | Chaumont       | Chaumont                               |
| 52059      | 52360 | Bonnecourt                       | 131                              | 10,88         | 12               | Nogent Neuilly-l’Évêque | Langres        | Grand Langres                          |
| 52060      | 52400 | Bourbonne-les-Bains              | 1969                             | 64,93         | 30               | Bourbonne-les-Bains | Langres        | Savoir-Faire                           |
| 52061      | 52700 | Bourdons-sur-Rognon              | 293                              | 39,45         | 7                | Bologne Andelot-Blancheville                                                                                                   | Chaumont       | Meuse Rognon                           |
| 52062      | 52200 | Bourg                            | 169                              | 7,23          | 23               | Villegusien-le-Lac Longeau-Percey                                                                                              | Langres        | Grand Langres                          |
| 52063      | 52150 | Bourg-Sainte-Marie               | 85                               | 9,19          | 9                | Poissons Bourmont | Chaumont       | Meuse Rognon                           |
| 52064      | 52150 | Bourmont-entre-Meuse-et-Mouzon   | 751                              | 42,55         | 18               | Poissons | Chaumont       | Meuse Rognon                           |
| 52065      | 52110 | Bouzancourt                      | 71                               | 11,75         | 6                | Joinville Doulevant-le-Château                                                                                                 | Saint-Dizier   | Bassin de Joinville en Champagne       |
| 52066      | 52110 | Brachay                          | 62                               | 7,40          | 8                | Joinville Doulevant-le-Château                                                                                                 | Saint-Dizier   | Bassin de Joinville en Champagne       |
| 52067      | 52150 | Brainville-sur-Meuse             | 69                               | 5,93          | 12               | Poissons Bourmont | Chaumont       | Meuse Rognon                           |
| 52069      | 52120 | Braux-le-Châtel                  | 126                              | 10,62         | 12               | Châteauvillain | Chaumont       | Trois Forêts                           |
| 52070      | 52200 | Brennes                          | 124                              | 9,88          | 13               | Villegusien-le-Lac Longeau-Percey                                                                                              | Langres        | Auberive, Vingeanne et Montsaugeonnais |
| 52072      | 52000 | Brethenay                        | 391                              | 8,84          | 44               | Chaumont-1 Chaumont-Nord | Chaumont       | Chaumont                               |
| 52074      | 52240 | Breuvannes-en-Bassigny           | 652                              | 48,55         | 13               | Poissons Clefmont | Chaumont       | Meuse Rognon                           |
| 52075      | 52700 | Briaucourt                       | 170                              | 9,47          | 18               | Bologne Andelot-Blancheville                                                                                                   | Chaumont       | Chaumont                               |
| 52076      | 52120 | Bricon                           | 413                              | 9,51          | 43               | Châteauvillain | Chaumont       | Trois Forêts                           |
| 52079      | 52130 | Brousseval                       | 625                              | 6,01          | 104              | Wassy | Saint-Dizier   | Grand Saint-Dizier, Der et Vallées     |
| 52082      | 52210 | Bugnières                        | 157                              | 18,29         | 9                | Châteauvillain Arc-en-Barrois                                                                                                  | Chaumont       | Trois Forêts                           |
| 52084      | 52700 | Busson                           | 46                               | 9,88          | 5                | Poissons Saint-Blin | Chaumont       | Bassin de Joinville en Champagne       |
| 52085      | 52240 | Buxières-lès-Clefmont            | 26                               | 5,92          | 4                | Bourbonne-les-Bains Clefmont                                                                                                   | Chaumont       | Grand Langres                          |
| 52087      | 52000 | Buxières-lès-Villiers            | 219                              | 4,97          | 44               | Chaumont-2 Chaumont-Sud | Chaumont       | Chaumont                               |
| 52088      | 52220 | Ceffonds                         | 658                              | 36,52         | 18               | Wassy Montier-en-Der | Saint-Dizier   | Grand Saint-Dizier, Der et Vallées     |
| 52089      | 52360 | Celles-en-Bassigny               | 72                               | 8,92          | 8                | Bourbonne-les-Bains Varennes-sur-Amance                                                                                        | Langres        | Grand Langres                          |
| 52090      | 52600 | Celsoy                           | 92                               | 5,42          | 17               | Chalindrey Neuilly-l’Évêque | Langres        | Savoir-Faire                           |
| 52091      | 52320 | Cerisières                       | 85                               | 10,02         | 8                | Bologne Doulaincourt-Saucourt                                                                                                  | Saint-Dizier   | Chaumont                               |
| 52092      | 52160 | Chalancey                        | 116                              | 13,49         | 9                | Villegusien-le-Lac Prauthoy | Langres        | Auberive, Vingeanne et Montsaugeonnais |
| 52093      | 52600 | Chalindrey                       | 2347                             | 20,05         | 117              | Chalindrey Longeau-Percey | Langres        | Savoir-Faire                           |
| 52095      | 52700 | Chalvraines                      | 196                              | 26,35         | 7                | Poissons Saint-Blin | Chaumont       | Meuse Rognon                           |
| 52125      | 52000 | Chamarandes-Choignes             | 1034                             | 18,80         | 55               | Chaumont-2 Chaumont-Nord | Chaumont       | Chaumont                               |
| 52097      | 52700 | Chambroncourt                    | 48                               | 10,18         | 5                | Poissons Saint-Blin | Chaumont       | Bassin de Joinville en Champagne       |
| 52099      | 52410 | Chamouilley                      | 725                              | 7,81          | 93               | Eurville-Bienville Saint-Dizier-Sud-Est                                                                                        | Saint-Dizier   | Grand Saint-Dizier, Der et Vallées     |
| 52101      | 52150 | Champigneulles-en-Bassigny       | 39                               | 6,82          | 6                | Poissons Bourmont | Chaumont       | Meuse Rognon                           |
| 52102      | 52200 | Champigny-lès-Langres            | 406                              | 6,35          | 64               | Langres | Langres        | Grand Langres                          |
| 52103      | 52400 | Champigny-sous-Varennes          | 132                              | 5,84          | 23               | Chalindrey Varennes-sur-Amance                                                                                                 | Langres        | Savoir-Faire                           |
| 52083      | 52500 | Champsevraine                    | 721                              | 40,77         | 18               | Chalindrey Fayl-Billot | Langres        | Savoir-Faire                           |
| 52104      | 52100 | Chancenay                        | 1013                             | 9,86          | 103              | Saint-Dizier-3 Saint-Dizier-Nord-Est                                                                                           | Saint-Dizier   | Grand Saint-Dizier, Der et Vallées     |
| 52105      | 52360 | Changey                          | 290                              | 6,67          | 43               | Nogent Neuilly-l’Évêque | Langres        | Grand Langres                          |
| 52106      | 52260 | Chanoy                           | 128                              | 2,10          | 61               | Langres | Langres        | Grand Langres                          |
| 52107      | 52700 | Chantraines                      | 201                              | 10,42         | 19               | Bologne Andelot-Blancheville                                                                                                   | Chaumont       | Meuse Rognon                           |
| 52108      | 52360 | Charmes                          | 149                              | 6,04          | 25               | Nogent Neuilly-l’Évêque | Langres        | Grand Langres                          |
| 52109      | 52110 | Charmes-en-l’Angle               | 6                                | 7,36          | 1                | Joinville Doulevant-le-Château                                                                                                 | Saint-Dizier   | Bassin de Joinville en Champagne       |
| 52110      | 52110 | Charmes-la-Grande                | 160                              | 11,43         | 14               | Joinville Doulevant-le-Château                                                                                                 | Saint-Dizier   | Bassin de Joinville en Champagne       |
| 52113      | 52190 | Chassigny                        | 246                              | 15,89         | 15               | Villegusien-le-Lac Prauthoy | Langres        | Auberive, Vingeanne et Montsaugeonnais |
| 52114      | 52120 | Châteauvillain                   | 1512                             | 106,37        | 14               | Châteauvillain | Chaumont       | Trois Forêts                           |
| 52115      | 52200 | Chatenay-Mâcheron                | 96                               | 6,10          | 16               | Langres | Langres        | Grand Langres                          |
| 52116      | 52360 | Chatenay-Vaudin                  | 46                               | 3,72          | 12               | Langres Neuilly-l’Évêque | Langres        | Grand Langres                          |
| 52118      | 52300 | Chatonrupt-Sommermont            | 266                              | 16,66         | 16               | Joinville | Saint-Dizier   | Bassin de Joinville en Champagne       |
| 52119      | 52600 | Chaudenay                        | 340                              | 4,60          | 74               | Chalindrey Fayl-Billot | Langres        | Savoir-Faire                           |
| 52120      | 52140 | Chauffourt                       | 181                              | 9,63          | 19               | Bourbonne-les-Bains Val-de-Meuse                                                                                               | Langres        | Grand Langres                          |
| 52121      | 52000 | Chaumont                         | 21.418                           | 55,26         | 388              | Chaumont-1 Chaumont-3 Chaumont-Nord Chaumont-Sud                                                                               | Chaumont       | Chaumont                               |
| 52122      | 52150 | Chaumont-la-Ville                | 114                              | 11,22         | 10               | Poissons Bourmont | Chaumont       | Meuse Rognon                           |
| 52123      | 52170 | Chevillon                        | 1277                             | 36,90         | 35               | Eurville-Bienville Chevillon                                                                                                   | Saint-Dizier   | Grand Saint-Dizier, Der et Vallées     |
| 52124      | 52400 | Chézeaux                         | 78                               | 10,75         | 7                | Chalindrey Varennes-sur-Amance                                                                                                 | Langres        | Savoir-Faire                           |
| 52126      | 52190 | Choilley-Dardenay                | 158                              | 17,56         | 9                | Villegusien-le-Lac Prauthoy | Langres        | Auberive, Vingeanne et Montsaugeonnais |
| 52127      | 52240 | Choiseul                         | 78                               | 8,63          | 9                | Bourbonne-les-Bains Clefmont                                                                                                   | Chaumont       | Grand Langres                          |
| 52128      | 52700 | Cirey-lès-Mareilles              | 152                              | 14,59         | 10               | Bologne Andelot-Blancheville                                                                                                   | Chaumont       | Meuse Rognon                           |
| 52129      | 52110 | Cirey-sur-Blaise                 | 109                              | 16,44         | 7                | Joinville Doulevant-le-Château                                                                                                 | Saint-Dizier   | Bassin de Joinville en Champagne       |
| 52130      | 52370 | Cirfontaines-en-Azois            | 183                              | 11,61         | 16               | Châteauvillain | Chaumont       | Trois Forêts                           |
| 52131      | 52230 | Cirfontaines-en-Ornois           | 88                               | 13,95         | 6                | Poissons | Saint-Dizier   | Bassin de Joinville en Champagne       |
| 52132      | 52240 | Clefmont                         | 155                              | 19,33         | 8                | Bourbonne-les-Bains Clefmont                                                                                                   | Chaumont       | Grand Langres                          |
| 52133      | 52700 | Clinchamp                        | 71                               | 16,07         | 4                | Poissons Bourmont | Chaumont       | Meuse Rognon                           |
| 52134      | 52600 | Cohons                           | 208                              | 12,55         | 17               | Villegusien-le-Lac Longeau-Percey                                                                                              | Langres        | Auberive, Vingeanne et Montsaugeonnais |
| 52135      | 52400 | Coiffy-le-Bas                    | 85                               | 11,32         | 8                | Chalindrey Varennes-sur-Amance                                                                                                 | Langres        | Savoir-Faire                           |
| 52136      | 52400 | Coiffy-le-Haut                   | 105                              | 9,65          | 11               | Bourbonne-les-Bains | Langres        | Savoir-Faire                           |
| 52137      | 52160 | Colmier-le-Bas                   | 22                               | 5,95          | 4                | Villegusien-le-Lac Auberive | Langres        | Auberive, Vingeanne et Montsaugeonnais |
| 52138      | 52160 | Colmier-le-Haut                  | 62                               | 19,35         | 3                | Villegusien-le-Lac Auberive | Langres        | Auberive, Vingeanne et Montsaugeonnais |
| 52140      | 52330 | Colombey les Deux Églises        | 666                              | 83,84         | 8                | Châteauvillain Juzennecourt | Chaumont       | Chaumont                               |
| 52141      | 52000 | Condes                           | 293                              | 5,08          | 58               | Chaumont-1 Chaumont-Nord | Chaumont       | Chaumont                               |
| 52142      | 52700 | Consigny                         | 77                               | 10,95         | 7                | Bologne Andelot-Blancheville                                                                                                   | Chaumont       | Meuse Rognon                           |
| 52145      | 52500 | Coublanc                         | 119                              | 19,19         | 6                | Villegusien-le-Lac Prauthoy | Langres        | Auberive, Vingeanne et Montsaugeonnais |
| 52146      | 52210 | Coupray                          | 169                              | 12,10         | 14               | Châteauvillain Arc-en-Barrois                                                                                                  | Chaumont       | Trois Forêts                           |
| 52147      | 52200 | Courcelles-en-Montagne           | 93                               | 15,16         | 6                | Villegusien-le-Lac Langres | Langres        | Grand Langres                          |
| 52149      | 52110 | Courcelles-sur-Blaise            | 87                               | 5,67          | 15               | Joinville Doulevant-le-Château                                                                                                 | Saint-Dizier   | Bassin de Joinville en Champagne       |
| 52151      | 52210 | Cour-l’Évêque                    | 148                              | 18,95         | 8                | Châteauvillain Arc-en-Barrois                                                                                                  | Chaumont       | Trois Forêts                           |
| 52155      | 52600 | Culmont                          | 527                              | 8,29          | 64               | Chalindrey Langres | Langres        | Savoir-Faire                           |
| 52156      | 52300 | Curel                            | 407                              | 7,63          | 53               | Eurville-Bienville Joinville                                                                                                   | Saint-Dizier   | Grand Saint-Dizier, Der et Vallées     |
| 52157      | 52330 | Curmont                          | 12                               | 2,94          | 4                | Châteauvillain Juzennecourt | Chaumont       | Chaumont                               |
| 52158      | 52190 | Cusey                            | 286                              | 23,22         | 12               | Villegusien-le-Lac Prauthoy | Langres        | Auberive, Vingeanne et Montsaugeonnais |
| 52159      | 52240 | Cuves                            | 25                               | 5,40          | 5                | Nogent Clefmont | Chaumont       | Chaumont                               |
| 52160      | 52110 | Daillancourt                     | 61                               | 7,91          | 8                | Bologne Vignory | Chaumont       | Chaumont                               |
| 52161      | 52240 | Daillecourt                      | 72                               | 7,37          | 10               | Bourbonne-les-Bains Clefmont                                                                                                   | Chaumont       | Grand Langres                          |
| 52162      | 52140 | Dammartin-sur-Meuse              | 203                              | 15,58         | 13               | Bourbonne-les-Bains Val-de-Meuse                                                                                               | Langres        | Grand Langres                          |
| 52163      | 52360 | Dampierre                        | 385                              | 16,39         | 23               | Nogent Neuilly-l’Évêque | Langres        | Grand Langres                          |
| 52164      | 52400 | Damrémont                        | 198                              | 4,84          | 41               | Bourbonne-les-Bains | Langres        | Savoir-Faire                           |
| 52165      | 52210 | Dancevoir                        | 197                              | 25,58         | 8                | Châteauvillain Arc-en-Barrois                                                                                                  | Chaumont       | Trois Forêts                           |
| 52167      | 52700 | Darmannes                        | 243                              | 18,15         | 13               | Bologne Andelot-Blancheville                                                                                                   | Chaumont       | Meuse Rognon                           |
| 52168      | 52120 | Dinteville                       | 66                               | 15,46         | 4                | Châteauvillain | Chaumont       | Trois Forêts                           |
| 52169      | 52130 | Domblain                         | 83                               | 5,33          | 16               | Eurville-Bienville Wassy | Saint-Dizier   | Grand Saint-Dizier, Der et Vallées     |
| 52170      | 52190 | Dommarien                        | 176                              | 17,75         | 10               | Villegusien-le-Lac Prauthoy | Langres        | Auberive, Vingeanne et Montsaugeonnais |
| 52171      | 52110 | Dommartin-le-Franc               | 243                              | 10,03         | 24               | Wassy | Saint-Dizier   | Grand Saint-Dizier, Der et Vallées     |
| 52172      | 52110 | Dommartin-le-Saint-Père          | 273                              | 14,88         | 18               | Joinville Doulevant-le-Château                                                                                                 | Saint-Dizier   | Bassin de Joinville en Champagne       |
| 52173      | 52270 | Domremy-Landéville               | 75                               | 18,64         | 4                | Bologne Doulaincourt-Saucourt                                                                                                  | Saint-Dizier   | Meuse Rognon                           |
| 52174      | 52150 | Doncourt-sur-Meuse               | 39                               | 5,93          | 7                | Poissons Bourmont | Chaumont       | Meuse Rognon                           |
| 52175      | 52300 | Donjeux                          | 381                              | 12,84         | 30               | Joinville Doulaincourt-Saucourt                                                                                                | Saint-Dizier   | Bassin de Joinville en Champagne       |
| 52177      | 52270 | Doulaincourt-Saucourt            | 753                              | 43,86         | 17               | Bologne Doulaincourt-Saucourt                                                                                                  | Saint-Dizier   | Meuse Rognon                           |
| 52178      | 52110 | Doulevant-le-Château             | 367                              | 22,14         | 17               | Joinville Doulevant-le-Château                                                                                                 | Saint-Dizier   | Bassin de Joinville en Champagne       |
| 52179      | 52130 | Doulevant-le-Petit               | 16                               | 3,03          | 5                | Wassy | Saint-Dizier   | Grand Saint-Dizier, Der et Vallées     |
| 52181      | 52230 | Échenay                          | 94                               | 9,44          | 10               | Poissons | Saint-Dizier   | Bassin de Joinville en Champagne       |
| 52182      | 52290 | Éclaron-Braucourt-Sainte-Livière | 2011                             | 54,24         | 37               | Saint-Dizier-1 Saint-Dizier-Ouest                                                                                              | Saint-Dizier   | Grand Saint-Dizier, Der et Vallées     |
| 52183      | 52700 | Ecot-la-Combe                    | 39                               | 20,93         | 2                | Bologne Andelot-Blancheville                                                                                                   | Chaumont       | Meuse Rognon                           |
| 52184      | 52300 | Effincourt                       | 56                               | 12,31         | 5                | Poissons | Saint-Dizier   | Bassin de Joinville en Champagne       |
| 52185      | 52400 | Enfonvelle                       | 71                               | 12,40         | 6                | Bourbonne-les-Bains | Langres        | Savoir-Faire                           |
| 52187      | 52230 | Épizon                           | 156                              | 37,53         | 4                | Poissons | Saint-Dizier   | Bassin de Joinville en Champagne       |
| 52190      | 52340 | Esnouveaux                       | 303                              | 16,87         | 18               | Nogent | Chaumont       | Chaumont                               |
| 52193      | 52000 | Euffigneix                       | 299                              | 9,00          | 33               | Chaumont-1 Chaumont-Nord | Chaumont       | Chaumont                               |
| 52194      | 52410 | Eurville-Bienville               | 2001                             | 20,73         | 97               | Eurville-Bienville Chevillon                                                                                                   | Saint-Dizier   | Grand Saint-Dizier, Der et Vallées     |
| 52195      | 52500 | Farincourt                       | 35                               | 5,08          | 7                | Chalindrey Fayl-Billot | Langres        | Savoir-Faire                           |
| 52196      | 52260 | Faverolles                       | 96                               | 17,28         | 6                | Langres | Langres        | Grand Langres                          |
| 52197      | 52500 | Fayl-Billot                      | 1290                             | 42,90         | 30               | Chalindrey Fayl-Billot | Langres        | Savoir-Faire                           |
| 52198      | 52130 | Fays                             | 62                               | 5,98          | 10               | Eurville-Bienville Wassy | Saint-Dizier   | Grand Saint-Dizier, Der et Vallées     |
| 52199      | 52300 | Ferrière-et-Lafolie              | 51                               | 7,93          | 6                | Joinville | Saint-Dizier   | Bassin de Joinville en Champagne       |
| 52200      | 52250 | Flagey                           | 70                               | 8,32          | 8                | Villegusien-le-Lac Longeau-Percey                                                                                              | Langres        | Auberive, Vingeanne et Montsaugeonnais |
| 52201      | 52110 | Flammerécourt                    | 71                               | 10,52         | 7                | Joinville Doulevant-le-Château                                                                                                 | Saint-Dizier   | Bassin de Joinville en Champagne       |
| 52203      | 52170 | Fontaines-sur-Marne              | 146                              | 6,47          | 23               | Eurville-Bienville Chevillon                                                                                                   | Saint-Dizier   | Grand Saint-Dizier, Der et Vallées     |
| 52204      | 52700 | Forcey                           | 60                               | 5,28          | 11               | Nogent Andelot-Blancheville | Chaumont       | Chaumont                               |
| 52205      | 52800 | Foulain                          | 681                              | 26,28         | 26               | Chaumont-3 Chaumont-Sud | Chaumont       | Chaumont                               |
| 52206      | 52220 | Frampas                          | 155                              | 10,22         | 15               | Wassy Montier-en-Der | Saint-Dizier   | Grand Saint-Dizier, Der et Vallées     |
| 52207      | 52360 | Frécourt                         | 88                               | 6,22          | 14               | Bourbonne-les-Bains Neuilly-l’Évêque                                                                                           | Langres        | Grand Langres                          |
| 52208      | 52400 | Fresnes-sur-Apance               | 161                              | 16,47         | 10               | Bourbonne-les-Bains | Langres        | Savoir-Faire                           |
| 52211      | 52320 | Froncles                         | 1375                             | 20,05         | 69               | Bologne Vignory | Chaumont       | Chaumont                               |
| 52212      | 52300 | Fronville                        | 300                              | 11,08         | 27               | Joinville | Saint-Dizier   | Bassin de Joinville en Champagne       |
| 52213      | 52500 | Genevrières                      | 124                              | 12,95         | 10               | Chalindrey Fayl-Billot | Langres        | Savoir-Faire                           |
| 52216      | 52160 | Germaines                        | 50                               | 8,69          | 6                | Villegusien-le-Lac Auberive | Langres        | Auberive, Vingeanne et Montsaugeonnais |
| 52217      | 52150 | Germainvilliers                  | 84                               | 6,60          | 13               | Poissons Bourmont | Chaumont       | Meuse Rognon                           |
| 52218      | 52230 | Germay                           | 49                               | 11,96         | 4                | Poissons | Saint-Dizier   | Bassin de Joinville en Champagne       |
| 52219      | 52230 | Germisay                         | 17                               | 6,73          | 3                | Poissons | Saint-Dizier   | Bassin de Joinville en Champagne       |
| 52220      | 52210 | Giey-sur-Aujon                   | 145                              | 30,42         | 5                | Châteauvillain Arc-en-Barrois                                                                                                  | Chaumont       | Trois Forêts                           |
| 52221      | 52330 | Gillancourt                      | 126                              | 15,09         | 8                | Châteauvillain Juzennecourt | Chaumont       | Chaumont                               |
| 52222      | 52230 | Gillaumé                         | 31                               | 5,21          | 6                | Poissons | Saint-Dizier   | Bassin de Joinville en Champagne       |
| 52223      | 52500 | Gilley                           | 67                               | 10,58         | 6                | Chalindrey Fayl-Billot | Langres        | Savoir-Faire                           |
| 52227      | 52150 | Graffigny-Chemin                 | 198                              | 17,27         | 11               | Poissons Bourmont | Chaumont       | Meuse Rognon                           |
| 52228      | 52600 | Grandchamp                       | 69                               | 4,78          | 14               | Chalindrey Prauthoy | Langres        | Auberive, Vingeanne et Montsaugeonnais |
| 52229      | 52500 | Grenant                          | 150                              | 12,94         | 12               | Chalindrey Fayl-Billot | Langres        | Savoir-Faire                           |
| 52230      | 52320 | Gudmont-Villiers                 | 279                              | 16,77         | 17               | Joinville Doulaincourt-Saucourt                                                                                                | Saint-Dizier   | Bassin de Joinville en Champagne       |
| 52231      | 52300 | Guindrecourt-aux-Ormes           | 94                               | 9,07          | 10               | Joinville | Saint-Dizier   | Bassin de Joinville en Champagne       |
| 52232      | 52330 | Guindrecourt-sur-Blaise          | 55                               | 5,52          | 10               | Bologne Vignory | Chaumont       | Chaumont                               |
| 52233      | 52400 | Guyonvelle                       | 90                               | 5,34          | 17               | Chalindrey Laferté-sur-Amance                                                                                                  | Langres        | Savoir-Faire                           |
| 52234      | 52150 | Hâcourt                          | 41                               | 2,94          | 14               | Poissons Bourmont | Chaumont       | Meuse Rognon                           |
| 52235      | 52100 | Hallignicourt                    | 241                              | 11,86         | 20               | Saint-Dizier-1 Saint-Dizier-Ouest                                                                                              | Saint-Dizier   | Grand Saint-Dizier, Der et Vallées     |
| 52237      | 52150 | Harréville-les-Chanteurs         | 267                              | 15,76         | 17               | Poissons Bourmont | Chaumont       | Meuse Rognon                           |
| 52242      | 52600 | Haute-Amance                     | 959                              | 46,33         | 21               | Chalindrey Varennes-sur-Amance                                                                                                 | Langres        | Savoir-Faire                           |
| 52240      | 52600 | Heuilley-le-Grand                | 190                              | 12,22         | 16               | Chalindrey Longeau-Percey | Langres        | Savoir-Faire                           |
| 52243      | 52150 | Huilliécourt                     | 115                              | 8,87          | 13               | Poissons Bourmont | Chaumont       | Meuse Rognon                           |
| 52244      | 52290 | Humbécourt                       | 755                              | 20,84         | 36               | Saint-Dizier-1 Saint-Dizier-Ouest                                                                                              | Saint-Dizier   | Grand Saint-Dizier, Der et Vallées     |
| 52245      | 52700 | Humberville                      | 58                               | 6,44          | 9                | Poissons Saint-Blin | Chaumont       | Meuse Rognon                           |
| 52246      | 52200 | Humes-Jorquenay                  | 592                              | 15,64         | 38               | Langres | Langres        | Grand Langres                          |
| 52247      | 52150 | Illoud                           | 199                              | 13,85         | 14               | Poissons Bourmont | Chaumont       | Meuse Rognon                           |
| 52248      | 52140 | Is-en-Bassigny                   | 538                              | 19,37         | 28               | Bourbonne-les-Bains Nogent | Chaumont       | Grand Langres                          |
| 52249      | 52190 | Isômes                           | 147                              | 10,63         | 14               | Villegusien-le-Lac Prauthoy | Langres        | Auberive, Vingeanne et Montsaugeonnais |
| 52250      | 52300 | Joinville                        | 2944                             | 18,94         | 155              | Joinville | Saint-Dizier   | Bassin de Joinville en Champagne       |
| 52251      | 52000 | Jonchery                         | 960                              | 28,98         | 33               | Chaumont-1 Chaumont-Nord | Chaumont       | Chaumont                               |
| 52253      | 52330 | Juzennecourt                     | 199                              | 11,87         | 17               | Châteauvillain Juzennecourt | Chaumont       | Chaumont                               |
| 52214      | 52320 | La Genevroye                     | 29                               | 2,83          | 10               | Bologne Vignory | Chaumont       | Chaumont                               |
| 52331      | 52220 | La Porte du Der                  | 2112                             | 47,23         | 45               | Wassy Montier-en-Der | Saint-Dizier   | Grand Saint-Dizier, Der et Vallées     |
| 52254      | 52330 | Lachapelle-en-Blaisy             | 84                               | 16,53         | 5                | Châteauvillain Juzennecourt | Chaumont       | Chaumont                               |
| 52256      | 52700 | Lafauche                         | 74                               | 5,16          | 14               | Poissons Saint-Blin | Chaumont       | Meuse Rognon                           |
| 52257      | 52500 | Laferté-sur-Amance               | 108                              | 7,97          | 14               | Chalindrey Laferté-sur-Amance                                                                                                  | Langres        | Savoir-Faire                           |
| 52258      | 52120 | Laferté-sur-Aube                 | 310                              | 32,54         | 10               | Châteauvillain | Chaumont       | Trois Forêts                           |
| 52260      | 52310 | Lamancine                        | 124                              | 4,48          | 28               | Bologne Vignory | Chaumont       | Chaumont                               |
| 52264      | 52400 | Laneuvelle                       | 64                               | 11,03         | 6                | Bourbonne-les-Bains Varennes-sur-Amance                                                                                        | Langres        | Savoir-Faire                           |
| 52266      | 52220 | Laneuville-à-Rémy                | 66                               | 5,96          | 11               | Wassy Montier-en-Der | Saint-Dizier   | Grand Saint-Dizier, Der et Vallées     |
| 52267      | 52100 | Laneuville-au-Pont               | 233                              | 4,09          | 57               | Saint-Dizier-1 Saint-Dizier-Ouest                                                                                              | Saint-Dizier   | Grand Saint-Dizier, Der et Vallées     |
| 52269      | 52200 | Langres                          | 7683                             | 22,33         | 344              | Langres | Langres        | Grand Langres                          |
| 52271      | 52800 | Lanques-sur-Rognon               | 212                              | 13,12         | 16               | Nogent | Chaumont       | Chaumont                               |
| 52272      | 52120 | Lanty-sur-Aube                   | 114                              | 22,42         | 5                | Châteauvillain | Chaumont       | Trois Forêts                           |
| 52273      | 52400 | Larivière-Arnoncourt             | 122                              | 20,32         | 6                | Bourbonne-les-Bains | Langres        | Savoir-Faire                           |
| 52274      | 52120 | Latrecey-Ormoy-sur-Aube          | 275                              | 46,27         | 6                | Châteauvillain | Chaumont       | Trois Forêts                           |
| 52275      | 52140 | Lavernoy                         | 75                               | 4,50          | 17               | Bourbonne-les-Bains Varennes-sur-Amance                                                                                        | Langres        | Grand Langres                          |
| 52276      | 52000 | Laville-aux-Bois                 | 238                              | 13,44         | 18               | Chaumont-2 Chaumont-Nord | Chaumont       | Chaumont                               |
| 52277      | 52140 | Lavilleneuve                     | 57                               | 5,15          | 11               | Bourbonne-les-Bains Val-de-Meuse                                                                                               | Langres        | Grand Langres                          |
| 52278      | 52330 | Lavilleneuve-au-Roi              | 68                               | 10,45         | 7                | Châteauvillain Montier-en-Der                                                                                                  | Chaumont       | Trois Forêts                           |
| 52400      | 52400 | Le Châtelet-sur-Meuse            | 156                              | 21,31         | 7                | Bourbonne-les-Bains | Langres        | Savoir-Faire                           |
| 52405      | 52190 | Le Montsaugeonnais               | 1140                             | 33,33         | 34               | Villegusien-le-Lac Prauthoy | Langres        | Auberive, Vingeanne et Montsaugeonnais |
| 52374      | 52600 | Le Pailly                        | 272                              | 7,19          | 38               | Chalindrey Longeau-Percey | Langres        | Savoir-Faire                           |
| 52189      | 52190 | Le Val-d’Esnoms                  | 367                              | 32,48         | 11               | Villegusien-le-Lac Prauthoy | Langres        | Auberive, Vingeanne et Montsaugeonnais |
| 52280      | 52360 | Lecey                            | 193                              | 7,85          | 25               | Langres Neuilly-l’Évêque | Langres        | Grand Langres                          |
| 52282      | 52210 | Leffonds                         | 344                              | 36,24         | 9                | Châteauvillain Arc-en-Barrois                                                                                                  | Chaumont       | Trois Forêts                           |
| 52290      | 52500 | Les Loges                        | 123                              | 10,79         | 11               | Chalindrey Fayl-Billot | Langres        | Savoir-Faire                           |
| 52284      | 52110 | Leschères-sur-le-Blaiseron       | 88                               | 14,93         | 6                | Joinville Doulevant-le-Château                                                                                                 | Saint-Dizier   | Bassin de Joinville en Champagne       |
| 52285      | 52190 | Leuchey                          | 72                               | 5,48          | 13               | Villegusien-le-Lac Longeau-Percey                                                                                              | Langres        | Auberive, Vingeanne et Montsaugeonnais |
| 52286      | 52700 | Leurville                        | 77                               | 10,44         | 7                | Poissons Saint-Blin | Chaumont       | Meuse Rognon                           |
| 52287      | 52150 | Levécourt                        | 91                               | 6,70          | 14               | Poissons Bourmont | Chaumont       | Meuse Rognon                           |
| 52288      | 52230 | Lezéville                        | 108                              | 25,72         | 4                | Poissons | Saint-Dizier   | Bassin de Joinville en Champagne       |
| 52289      | 52700 | Liffol-le-Petit                  | 320                              | 25,72         | 12               | Poissons Saint-Blin | Chaumont       | Ouest Vosgien                          |
| 52291      | 52240 | Longchamp                        | 59                               | 6,11          | 10               | Poissons Clefmont | Chaumont       | Meuse Rognon                           |
| 52292      | 52250 | Longeau-Percey                   | 695                              | 7,48          | 93               | Villegusien-le-Lac Longeau-Percey                                                                                              | Langres        | Auberive, Vingeanne et Montsaugeonnais |
| 52294      | 52130 | Louvemont                        | 697                              | 20,98         | 33               | Saint-Dizier-1 Wassy | Saint-Dizier   | Grand Saint-Dizier, Der et Vallées     |
| 52295      | 52800 | Louvières                        | 90                               | 8,62          | 10               | Nogent | Chaumont       | Chaumont                               |
| 52297      | 52000 | Luzy-sur-Marne                   | 279                              | 16,11         | 17               | Chaumont-3 Chaumont-Sud | Chaumont       | Chaumont                               |
| 52298      | 52500 | Maâtz                            | 71                               | 10,84         | 7                | Villegusien-le-Lac Prauthoy | Langres        | Auberive, Vingeanne et Montsaugeonnais |
| 52300      | 52130 | Magneux                          | 154                              | 5,80          | 27               | Eurville-Bienville Wassy | Saint-Dizier   | Grand Saint-Dizier, Der et Vallées     |
| 52301      | 52240 | Maisoncelles                     | 58                               | 4,20          | 14               | Poissons Clefmont | Chaumont       | Meuse Rognon                           |
| 52302      | 52300 | Maizières                        | 184                              | 11,70         | 16               | Eurville-Bienville Chevillon                                                                                                   | Saint-Dizier   | Grand Saint-Dizier, Der et Vallées     |
| 52303      | 52500 | Maizières-sur-Amance             | 97                               | 7,97          | 12               | Chalindrey Laferté-sur-Amance                                                                                                  | Langres        | Savoir-Faire                           |
| 52304      | 52150 | Malaincourt-sur-Meuse            | 49                               | 3,83          | 13               | Poissons Bourmont | Chaumont       | Meuse Rognon                           |
| 52305      | 52800 | Mandres-la-Côte                  | 558                              | 11,30         | 49               | Nogent | Chaumont       | Chaumont                               |
| 52306      | 52700 | Manois                           | 459                              | 10,36         | 44               | Poissons Saint-Blin | Chaumont       | Meuse Rognon                           |
| 52307      | 52260 | Marac                            | 210                              | 21,92         | 10               | Langres | Langres        | Grand Langres                          |
| 52308      | 52370 | Maranville                       | 402                              | 12,42         | 32               | Châteauvillain Juzennecourt | Chaumont       | Trois Forêts                           |
| 52310      | 52320 | Marbéville                       | 100                              | 17,71         | 6                | Bologne Vignory | Chaumont       | Chaumont                               |
| 52311      | 52360 | Marcilly-en-Bassigny             | 223                              | 19,56         | 11               | Bourbonne-les-Bains Varennes-sur-Amance                                                                                        | Langres        | Grand Langres                          |
| 52312      | 52200 | Mardor                           | 57                               | 7,44          | 8                | Langres | Langres        | Grand Langres                          |
| 52313      | 52700 | Mareilles                        | 136                              | 22,28         | 6                | Bologne Andelot-Blancheville                                                                                                   | Chaumont       | Meuse Rognon                           |
| 52315      | 52800 | Marnay-sur-Marne                 | 333                              | 10,62         | 31               | Nogent | Chaumont       | Chaumont                               |
| 52316      | 52300 | Mathons                          | 69                               | 13,40         | 5                | Joinville | Saint-Dizier   | Bassin de Joinville en Champagne       |
| 52318      | 52400 | Melay                            | 243                              | 13,95         | 17               | Bourbonne-les-Bains | Langres        | Savoir-Faire                           |
| 52319      | 52240 | Mennouveaux                      | 65                               | 7,80          | 8                | Poissons Clefmont | Chaumont       | Meuse Rognon                           |
| 52320      | 52240 | Merrey                           | 92                               | 6,84          | 13               | Poissons Clefmont | Chaumont       | Meuse Rognon                           |
| 52321      | 52110 | Mertrud                          | 182                              | 12,06         | 15               | Joinville Doulevant-le-Château                                                                                                 | Saint-Dizier   | Bassin de Joinville en Champagne       |
| 52322      | 52310 | Meures                           | 131                              | 8,17          | 16               | Bologne Juzennecourt | Chaumont       | Chaumont                               |
| 52325      | 52240 | Millières                        | 116                              | 14,09         | 8                | Poissons Clefmont | Chaumont       | Meuse Rognon                           |
| 52326      | 52320 | Mirbel                           | 37                               | 6,08          | 6                | Bologne Vignory | Chaumont       | Chaumont                               |
| 52327      | 52100 | Moëslains                        | 461                              | 1,62          | 285              | Saint-Dizier-1 Saint-Dizier-Ouest                                                                                              | Saint-Dizier   | Grand Saint-Dizier, Der et Vallées     |
| 52328      | 52400 | Montcharvot                      | 40                               | 3,52          | 11               | Bourbonne-les-Bains | Langres        | Savoir-Faire                           |
| 52330      | 52330 | Montheries                       | 71                               | 16,22         | 4                | Châteauvillain Juzennecourt | Chaumont       | Trois Forêts                           |
| 52335      | 52700 | Montot-sur-Rognon                | 111                              | 7,84          | 14               | Bologne Andelot-Blancheville                                                                                                   | Chaumont       | Meuse Rognon                           |
| 52336      | 52130 | Montreuil-sur-Blaise             | 132                              | 1,36          | 97               | Wassy | Saint-Dizier   | Grand Saint-Dizier, Der et Vallées     |
| 52337      | 52230 | Montreuil-sur-Thonnance          | 65                               | 8,09          | 8                | Poissons | Saint-Dizier   | Bassin de Joinville en Champagne       |
| 52341      | 52110 | Morancourt                       | 132                              | 13,92         | 9                | Wassy | Saint-Dizier   | Grand Saint-Dizier, Der et Vallées     |
| 52342      | 52700 | Morionvilliers                   | 25                               | 6,88          | 4                | Poissons Saint-Blin | Chaumont       | Bassin de Joinville en Champagne       |
| 52344      | 52160 | Mouilleron                       | 30                               | 5,19          | 6                | Villegusien-le-Lac Auberive | Langres        | Auberive, Vingeanne et Montsaugeonnais |
| 52346      | 52300 | Mussey-sur-Marne                 | 368                              | 9,92          | 37               | Joinville Doulaincourt-Saucourt                                                                                                | Saint-Dizier   | Bassin de Joinville en Champagne       |
| 52347      | 52170 | Narcy                            | 211                              | 11,12         | 19               | Eurville-Bienville Chevillon                                                                                                   | Saint-Dizier   | Grand Saint-Dizier, Der et Vallées     |
| 52348      | 52360 | Neuilly-l’Évêque                 | 591                              | 23,76         | 25               | Nogent Neuilly-l’Évêque | Langres        | Grand Langres                          |
| 52349      | 52000 | Neuilly-sur-Suize                | 292                              | 14,67         | 20               | Chaumont-3 Chaumont-Sud | Chaumont       | Chaumont                               |
| 52350      | 52400 | Neuvelle-lès-Voisey              | 67                               | 5,65          | 12               | Bourbonne-les-Bains Laferté-sur-Amance                                                                                         | Langres        | Savoir-Faire                           |
| 52352      | 52800 | Ninville                         | 59                               | 9,03          | 7                | Nogent | Chaumont       | Chaumont                               |
| 52353      | 52800 | Nogent                           | 3562                             | 54,63         | 65               | Nogent | Chaumont       | Chaumont                               |
| 52354      | 52600 | Noidant-Chatenoy                 | 81                               | 5,21          | 16               | Chalindrey Longeau-Percey | Langres        | Savoir-Faire                           |
| 52355      | 52200 | Noidant-le-Rocheux               | 162                              | 16,49         | 10               | Villegusien-le-Lac Langres | Langres        | Grand Langres                          |
| 52356      | 52300 | Nomécourt                        | 112                              | 10,77         | 10               | Joinville | Saint-Dizier   | Bassin de Joinville en Champagne       |
| 52357      | 52230 | Noncourt-sur-le-Rongeant         | 173                              | 9,31          | 19               | Poissons | Saint-Dizier   | Bassin de Joinville en Champagne       |
| 52358      | 52240 | Noyers                           | 95                               | 7,29          | 13               | Bourbonne-les-Bains Clefmont                                                                                                   | Chaumont       | Grand Langres                          |
| 52359      | 52110 | Nully                            | 143                              | 17,81         | 8                | Joinville Doulevant-le-Château                                                                                                 | Saint-Dizier   | Bassin de Joinville en Champagne       |
| 52360      | 52190 | Occey                            | 172                              | 16,87         | 10               | Villegusien-le-Lac Prauthoy | Langres        | Auberive, Vingeanne et Montsaugeonnais |
| 52362      | 52360 | Orbigny-au-Mont                  | 135                              | 9,35          | 14               | Nogent Neuilly-l’Évêque | Langres        | Grand Langres                          |
| 52363      | 52360 | Orbigny-au-Val                   | 96                               | 7,55          | 13               | Nogent Neuilly-l’Évêque | Langres        | Grand Langres                          |
| 52364      | 52250 | Orcevaux                         | 96                               | 4,22          | 23               | Villegusien-le-Lac Longeau-Percey                                                                                              | Langres        | Auberive, Vingeanne et Montsaugeonnais |
| 52365      | 52120 | Orges                            | 351                              | 17,52         | 20               | Châteauvillain | Chaumont       | Trois Forêts                           |
| 52366      | 52200 | Ormancey                         | 75                               | 17,11         | 4                | Langres | Langres        | Grand Langres                          |
| 52367      | 52310 | Ormoy-lès-Sexfontaines           | 40                               | 5,53          | 7                | Bologne Vignory | Chaumont       | Chaumont                               |
| 52369      | 52700 | Orquevaux                        | 69                               | 15,70         | 4                | Poissons Saint-Blin | Chaumont       | Meuse Rognon                           |
| 52370      | 52300 | Osne-le-Val                      | 256                              | 26,92         | 10               | Eurville-Bienville Chevillon                                                                                                   | Saint-Dizier   | Grand Saint-Dizier, Der et Vallées     |
| 52371      | 52310 | Oudincourt                       | 140                              | 7,44          | 19               | Bologne Vignory | Chaumont       | Chaumont                               |
| 52372      | 52150 | Outremécourt                     | 78                               | 9,10          | 9                | Poissons Bourmont | Chaumont       | Meuse Rognon                           |
| 52373      | 52700 | Ozières                          | 33                               | 9,62          | 3                | Poissons Bourmont | Chaumont       | Meuse Rognon                           |
| 52375      | 52600 | Palaiseul                        | 51                               | 4,98          | 10               | Chalindrey Longeau-Percey | Langres        | Savoir-Faire                           |
| 52376      | 52230 | Pansey                           | 93                               | 8,96          | 10               | Poissons | Saint-Dizier   | Bassin de Joinville en Champagne       |
| 52377      | 52400 | Parnoy-en-Bassigny               | 285                              | 40,75         | 7                | Bourbonne-les-Bains | Langres        | Savoir-Faire                           |
| 52378      | 52300 | Paroy-sur-Saulx                  | 44                               | 7,47          | 6                | Poissons | Saint-Dizier   | Bassin de Joinville en Champagne       |
| 52380      | 52200 | Peigney                          | 386                              | 8,22          | 47               | Langres | Langres        | Grand Langres                          |
| 52383      | 52200 | Perrancey-les-Vieux-Moulins      | 295                              | 17,26         | 17               | Langres | Langres        | Grand Langres                          |
| 52384      | 52160 | Perrogney-les-Fontaines          | 109                              | 14,79         | 7                | Villegusien-le-Lac Longeau-Percey                                                                                              | Langres        | Auberive, Vingeanne et Montsaugeonnais |
| 52385      | 52240 | Perrusse                         | 29                               | 5,61          | 5                | Bourbonne-les-Bains Clefmont                                                                                                   | Chaumont       | Grand Langres                          |
| 52386      | 52100 | Perthes                          | 517                              | 13,08         | 40               | Saint-Dizier-1 Saint-Dizier-Ouest                                                                                              | Saint-Dizier   | Grand Saint-Dizier, Der et Vallées     |
| 52388      | 52500 | Pierremont-sur-Amance            | 151                              | 16,27         | 9                | Chalindrey Laferté-sur-Amance                                                                                                  | Langres        | Savoir-Faire                           |
| 52390      | 52500 | Pisseloup                        | 61                               | 3,19          | 19               | Chalindrey Laferté-sur-Amance                                                                                                  | Langres        | Savoir-Faire                           |
| 52391      | 52220 | Planrupt                         | 315                              | 8,33          | 38               | Wassy Montier-en-Der | Saint-Dizier   | Grand Saint-Dizier, Der et Vallées     |
| 52392      | 52360 | Plesnoy                          | 109                              | 9,03          | 12               | Nogent Varennes-sur-Amance | Langres        | Grand Langres                          |
| 52393      | 52160 | Poinsenot                        | 55                               | 7,26          | 8                | Villegusien-le-Lac Auberive | Langres        | Auberive, Vingeanne et Montsaugeonnais |
| 52394      | 52500 | Poinson-lès-Fayl                 | 207                              | 12,43         | 17               | Chalindrey Fayl-Billot | Langres        | Savoir-Faire                           |
| 52395      | 52160 | Poinson-lès-Grancey              | 58                               | 11,68         | 5                | Villegusien-le-Lac Auberive | Langres        | Auberive, Vingeanne et Montsaugeonnais |
| 52396      | 52800 | Poinson-lès-Nogent               | 142                              | 10,67         | 13               | Nogent | Chaumont       | Chaumont                               |
| 52397      | 52360 | Poiseul                          | 71                               | 4,58          | 16               | Nogent Neuilly-l’Évêque | Langres        | Grand Langres                          |
| 52398      | 52230 | Poissons                         | 611                              | 15,48         | 39               | Poissons | Saint-Dizier   | Bassin de Joinville en Champagne       |
| 52399      | 52120 | Pont-la-Ville                    | 108                              | 10,23         | 11               | Châteauvillain | Chaumont       | Trois Forêts                           |
| 52401      | 52800 | Poulangy                         | 358                              | 17,39         | 21               | Nogent | Chaumont       | Chaumont                               |
| 52403      | 52160 | Praslay                          | 82                               | 11,28         | 7                | Villegusien-le-Lac Auberive | Langres        | Auberive, Vingeanne et Montsaugeonnais |
| 52406      | 52500 | Pressigny                        | 200                              | 22,61         | 9                | Chalindrey Fayl-Billot | Langres        | Savoir-Faire                           |
| 52407      | 52700 | Prez-sous-Lafauche               | 275                              | 22,59         | 12               | Poissons Saint-Blin | Chaumont       | Meuse Rognon                           |
| 52414      | 52170 | Rachecourt-sur-Marne             | 740                              | 5,65          | 131              | Eurville-Bienville Chevillon                                                                                                   | Saint-Dizier   | Grand Saint-Dizier, Der et Vallées     |
| 52413      | 52130 | Rachecourt-Suzémont              | 106                              | 3,57          | 30               | Wassy | Saint-Dizier   | Grand Saint-Dizier, Der et Vallées     |
| 52415      | 52140 | Rançonnières                     | 124                              | 8,35          | 15               | Bourbonne-les-Bains Varennes-sur-Amance                                                                                        | Langres        | Grand Langres                          |
| 52416      | 52140 | Rangecourt                       | 62                               | 6,81          | 9                | Bourbonne-les-Bains Clefmont                                                                                                   | Chaumont       | Grand Langres                          |
| 52419      | 52370 | Rennepont                        | 119                              | 11,98         | 10               | Châteauvillain Juzennecourt | Chaumont       | Chaumont                               |
| 52420      | 52700 | Reynel                           | 129                              | 18,61         | 7                | Bologne Andelot-Blancheville                                                                                                   | Chaumont       | Meuse Rognon                           |
| 52421      | 52000 | Riaucourt                        | 409                              | 10,71         | 38               | Chaumont-1 Chaumont-Nord | Chaumont       | Chaumont                               |
| 52422      | 52120 | Richebourg                       | 248                              | 21,20         | 12               | Châteauvillain Arc-en-Barrois                                                                                                  | Chaumont       | Trois Forêts                           |
| 52423      | 52700 | Rimaucourt                       | 615                              | 20,26         | 30               | Bologne Andelot-Blancheville                                                                                                   | Chaumont       | Meuse Rognon                           |
| 52411      | 52220 | Rives Dervoises                  | 1306                             | 76,70         | 17               | Wassy Montier-en-Der | Saint-Dizier   | Grand Saint-Dizier, Der et Vallées     |
| 52425      | 52190 | Rivière-les-Fosses               | 184                              | 17,94         | 10               | Villegusien-le-Lac Prauthoy | Langres        | Auberive, Vingeanne et Montsaugeonnais |
| 52424      | 52600 | Rivières-le-Bois                 | 69                               | 7,14          | 10               | Chalindrey Longeau-Percey | Langres        | Savoir-Faire                           |
| 52426      | 52330 | Rizaucourt-Buchey                | 129                              | 15,07         | 9                | Châteauvillain Juzennecourt | Chaumont       | Chaumont                               |
| 52428      | 52700 | Rochefort-sur-la-Côte            | 65                               | 5,18          | 13               | Bologne Andelot-Blancheville                                                                                                   | Chaumont       | Chaumont                               |
| 52044      | 52270 | Roches-Bettaincourt              | 527                              | 41,38         | 13               | Bologne Doulaincourt-Saucourt                                                                                                  | Saint-Dizier   | Meuse Rognon                           |
| 52429      | 52410 | Roches-sur-Marne                 | 583                              | 7,87          | 74               | Eurville-Bienville Saint-Dizier-Sud-Est                                                                                        | Saint-Dizier   | Grand Saint-Dizier, Der et Vallées     |
| 52431      | 52210 | Rochetaillée                     | 156                              | 27,95         | 6                | Villegusien-le-Lac Auberive | Langres        | Auberive, Vingeanne et Montsaugeonnais |
| 52432      | 52260 | Rolampont                        | 1364                             | 49,10         | 28               | Nogent Neuilly-l’Évêque | Langres        | Grand Langres                          |
| 52433      | 52150 | Romain-sur-Meuse                 | 88                               | 16,44         | 5                | Poissons Bourmont | Chaumont       | Meuse Rognon                           |
| 52436      | 52320 | Rouécourt                        | 49                               | 7,82          | 6                | Bologne Doulaincourt-Saucourt                                                                                                  | Saint-Dizier   | Chaumont                               |
| 52437      | 52160 | Rouelles                         | 25                               | 6,62          | 4                | Villegusien-le-Lac Auberive | Langres        | Auberive, Vingeanne et Montsaugeonnais |
| 52438      | 52500 | Rougeux                          | 114                              | 9,82          | 12               | Chalindrey Fayl-Billot | Langres        | Savoir-Faire                           |
| 52439      | 52160 | Rouvres-sur-Aube                 | 69                               | 20,18         | 3                | Villegusien-le-Lac Auberive | Langres        | Auberive, Vingeanne et Montsaugeonnais |
| 52440      | 52300 | Rouvroy-sur-Marne                | 368                              | 8,41          | 44               | Joinville Doulaincourt-Saucourt                                                                                                | Saint-Dizier   | Bassin de Joinville en Champagne       |
| 52442      | 52300 | Rupt                             | 351                              | 6,53          | 54               | Joinville | Saint-Dizier   | Bassin de Joinville en Champagne       |
| 52443      | 52230 | Sailly                           | 33                               | 12,49         | 3                | Poissons | Saint-Dizier   | Bassin de Joinville en Champagne       |
| 52444      | 52700 | Saint-Blin                       | 335                              | 22,33         | 15               | Poissons Saint-Blin | Chaumont       | Meuse Rognon                           |
| 52445      | 52190 | Saint-Broingt-le-Bois            | 71                               | 4,49          | 16               | Chalindrey Longeau-Percey | Langres        | Savoir-Faire                           |
| 52446      | 52190 | Saint-Broingt-les-Fosses         | 236                              | 12,37         | 19               | Villegusien-le-Lac Prauthoy | Langres        | Auberive, Vingeanne et Montsaugeonnais |
| 52447      | 52200 | Saint-Ciergues                   | 179                              | 12,45         | 14               | Langres | Langres        | Grand Langres                          |
| 52448      | 52100 | Saint-Dizier                     | 22.811                           | 47,69         | 478              | Saint-Dizier-1 Saint-Dizier-2 Saint-Dizier-3 Saint-Dizier-Centre Saint-Dizier-Nord-Est Saint-Dizier-Ouest Saint-Dizier-Sud-Est | Saint-Dizier   | Grand Saint-Dizier, Der et Vallées     |
| 52450      | 52210 | Saint-Loup-sur-Aujon             | 129                              | 19,33         | 7                | Villegusien-le-Lac Auberive | Langres        | Auberive, Vingeanne et Montsaugeonnais |
| 52452      | 52200 | Saint-Martin-lès-Langres         | 106                              | 3,64          | 29               | Langres | Langres        | Grand Langres                          |
| 52453      | 52200 | Saint-Maurice                    | 127                              | 3,55          | 36               | Langres | Langres        | Grand Langres                          |
| 52449      | 52200 | Saints-Geosmes                   | 1097                             | 27,61         | 40               | Langres | Langres        | Grand Langres                          |
| 52455      | 52150 | Saint-Thiébault                  | 250                              | 0,61          | 410              | Poissons Bourmont | Chaumont       | Meuse Rognon                           |
| 52456      | 52300 | Saint-Urbain-Maconcourt          | 605                              | 25,85         | 23               | Joinville Doulaincourt-Saucourt                                                                                                | Saint-Dizier   | Bassin de Joinville en Champagne       |
| 52457      | 52200 | Saint-Vallier-sur-Marne          | 173                              | 6,64          | 26               | Chalindrey Langres | Langres        | Savoir-Faire                           |
| 52459      | 52800 | Sarcey                           | 99                               | 7,22          | 14               | Nogent | Chaumont       | Chaumont                               |
| 52461      | 52140 | Sarrey                           | 369                              | 14,21         | 26               | Bourbonne-les-Bains Val-de-Meuse                                                                                               | Langres        | Grand Langres                          |
| 52463      | 52230 | Saudron                          | 42                               | 9,06          | 5                | Poissons | Saint-Dizier   | Bassin de Joinville en Champagne       |
| 52464      | 52500 | Saulles                          | 52                               | 17,18         | 3                | Chalindrey Fayl-Billot | Langres        | Savoir-Faire                           |
| 52465      | 52140 | Saulxures                        | 134                              | 8,19          | 16               | Bourbonne-les-Bains Val-de-Meuse                                                                                               | Langres        | Grand Langres                          |
| 52467      | 52500 | Savigny                          | 58                               | 6,19          | 9                | Chalindrey Fayl-Billot | Langres        | Savoir-Faire                           |
| 52468      | 52700 | Semilly                          | 99                               | 14,60         | 7                | Poissons Saint-Blin | Chaumont       | Meuse Rognon                           |
| 52469      | 52000 | Semoutiers-Montsaon              | 723                              | 27,40         | 26               | Chaumont-3 Chaumont-Sud | Chaumont       | Chaumont                               |
| 52470      | 52400 | Serqueux                         | 367                              | 25,63         | 14               | Bourbonne-les-Bains | Langres        | Savoir-Faire                           |
| 52472      | 52330 | Sexfontaines                     | 151                              | 20,77         | 7                | Bologne Juzennecourt | Chaumont       | Chaumont                               |
| 52473      | 52700 | Signéville                       | 88                               | 8,08          | 11               | Bologne Andelot-Blancheville                                                                                                   | Chaumont       | Meuse Rognon                           |
| 52474      | 52120 | Silvarouvres                     | 33                               | 19,41         | 2                | Châteauvillain | Chaumont       | Trois Forêts                           |
| 52475      | 52130 | Sommancourt                      | 55                               | 5,73          | 10               | Eurville-Bienville Wassy | Saint-Dizier   | Grand Saint-Dizier, Der et Vallées     |
| 52476      | 52150 | Sommerécourt                     | 77                               | 7,66          | 10               | Poissons Bourmont | Chaumont       | Meuse Rognon                           |
| 52479      | 52220 | Sommevoire                       | 648                              | 32,68         | 20               | Wassy Montier-en-Der | Saint-Dizier   | Grand Saint-Dizier, Der et Vallées     |
| 52480      | 52320 | Soncourt-sur-Marne               | 330                              | 13,63         | 24               | Bologne Vignory | Chaumont       | Chaumont                               |
| 52482      | 52150 | Soulaucourt-sur-Mouzon           | 98                               | 9,20          | 11               | Poissons Bourmont | Chaumont       | Meuse Rognon                           |
| 52483      | 52400 | Soyers                           | 68                               | 6,05          | 11               | Chalindrey Laferté-sur-Amance                                                                                                  | Langres        | Savoir-Faire                           |
| 52484      | 52300 | Suzannecourt                     | 361                              | 4,60          | 78               | Joinville | Saint-Dizier   | Bassin de Joinville en Champagne       |
| 52486      | 52210 | Ternat                           | 60                               | 7,91          | 8                | Villegusien-le-Lac Auberive | Langres        | Auberive, Vingeanne et Montsaugeonnais |
| 52487      | 52220 | Thilleux                         | 62                               | 9,71          | 6                | Wassy Montier-en-Der | Saint-Dizier   | Grand Saint-Dizier, Der et Vallées     |
| 52488      | 52800 | Thivet                           | 276                              | 15,37         | 18               | Nogent | Chaumont       | Chaumont                               |
| 52489      | 52240 | Thol-lès-Millières               | 30                               | 6,91          | 4                | Poissons Clefmont | Chaumont       | Meuse Rognon                           |
| 52490      | 52300 | Thonnance-lès-Joinville          | 703                              | 11,33         | 62               | Joinville | Saint-Dizier   | Bassin de Joinville en Champagne       |
| 52491      | 52230 | Thonnance-les-Moulins            | 107                              | 21,50         | 5                | Poissons | Saint-Dizier   | Bassin de Joinville en Champagne       |
| 52492      | 52600 | Torcenay                         | 553                              | 8,49          | 65               | Chalindrey Fayl-Billot | Langres        | Savoir-Faire                           |
| 52493      | 52500 | Tornay                           | 29                               | 7,30          | 4                | Chalindrey Fayl-Billot | Langres        | Savoir-Faire                           |
| 52494      | 52000 | Treix                            | 217                              | 15,46         | 14               | Chaumont-1 Chaumont-Nord | Chaumont       | Chaumont                               |
| 52495      | 52110 | Trémilly                         | 83                               | 10,72         | 8                | Joinville Doulevant-le-Château                                                                                                 | Saint-Dizier   | Bassin de Joinville en Champagne       |
| 52497      | 52130 | Troisfontaines-la-Ville          | 432                              | 37,88         | 11               | Eurville-Bienville Wassy | Saint-Dizier   | Grand Saint-Dizier, Der et Vallées     |
| 52499      | 52160 | Vaillant                         | 46                               | 7,50          | 6                | Villegusien-le-Lac Prauthoy | Langres        | Auberive, Vingeanne et Montsaugeonnais |
| 52500      | 52100 | Valcourt                         | 608                              | 3,77          | 161              | Saint-Dizier-1 Saint-Dizier-Ouest                                                                                              | Saint-Dizier   | Grand Saint-Dizier, Der et Vallées     |
| 52332      | 52140 | Val-de-Meuse                     | 1807                             | 77,48         | 23               | Bourbonne-les-Bains Val-de-Meuse                                                                                               | Langres        | Grand Langres                          |
| 52502      | 52130 | Valleret                         | 63                               | 4,76          | 13               | Eurville-Bienville Wassy | Saint-Dizier   | Grand Saint-Dizier, Der et Vallées     |
| 52503      | 52500 | Valleroy                         | 24                               | 3,43          | 7                | Chalindrey Fayl-Billot | Langres        | Savoir-Faire                           |
| 52094      | 52160 | Vals-des-Tilles                  | 182                              | 36,89         | 5                | Villegusien-le-Lac Auberive | Langres        | Auberive, Vingeanne et Montsaugeonnais |
| 52504      | 52400 | Varennes-sur-Amance              | 257                              | 12,74         | 20               | Chalindrey Varennes-sur-Amance                                                                                                 | Langres        | Savoir-Faire                           |
| 52505      | 52150 | Vaudrecourt                      | 32                               | 2,60          | 12               | Poissons Bourmont | Chaumont       | Meuse Rognon                           |
| 52506      | 52330 | Vaudrémont                       | 83                               | 10,39         | 8                | Châteauvillain Juzennecourt | Chaumont       | Trois Forêts                           |
| 52507      | 52200 | Vauxbons                         | 53                               | 12,48         | 4                | Villegusien-le-Lac Langres | Langres        | Auberive, Vingeanne et Montsaugeonnais |
| 52510      | 52130 | Vaux-sur-Blaise                  | 347                              | 7,19          | 48               | Wassy | Saint-Dizier   | Grand Saint-Dizier, Der et Vallées     |
| 52511      | 52300 | Vaux-sur-Saint-Urbain            | 56                               | 6,40          | 9                | Joinville Doulaincourt-Saucourt                                                                                                | Saint-Dizier   | Bassin de Joinville en Champagne       |
| 52512      | 52300 | Vecqueville                      | 506                              | 5,22          | 97               | Joinville | Saint-Dizier   | Bassin de Joinville en Champagne       |
| 52513      | 52500 | Velles                           | 62                               | 4,29          | 14               | Chalindrey Laferté-sur-Amance                                                                                                  | Langres        | Savoir-Faire                           |
| 52514      | 52000 | Verbiesles                       | 319                              | 11,36         | 28               | Chaumont-3 Chaumont-Sud | Chaumont       | Chaumont                               |
| 52515      | 52250 | Verseilles-le-Bas                | 111                              | 1,58          | 70               | Villegusien-le-Lac Longeau-Percey                                                                                              | Langres        | Auberive, Vingeanne et Montsaugeonnais |
| 52516      | 52250 | Verseilles-le-Haut               | 48                               | 2,83          | 17               | Villegusien-le-Lac Longeau-Percey                                                                                              | Langres        | Auberive, Vingeanne et Montsaugeonnais |
| 52517      | 52700 | Vesaignes-sous-Lafauche          | 122                              | 13,78         | 9                | Poissons Saint-Blin | Chaumont       | Meuse Rognon                           |
| 52518      | 52800 | Vesaignes-sur-Marne              | 103                              | 8,45          | 12               | Nogent | Chaumont       | Chaumont                               |
| 52519      | 52190 | Vesvres-sous-Chalancey           | 47                               | 7,22          | 7                | Villegusien-le-Lac Prauthoy | Langres        | Auberive, Vingeanne et Montsaugeonnais |
| 52520      | 52400 | Vicq                             | 161                              | 13,72         | 12               | Bourbonne-les-Bains Varennes-sur-Amance                                                                                        | Langres        | Savoir-Faire                           |
| 52522      | 52310 | Viéville                         | 336                              | 11,18         | 30               | Bologne Vignory | Chaumont       | Chaumont                               |
| 52523      | 52700 | Vignes-la-Côte                   | 66                               | 3,10          | 21               | Bologne Andelot-Blancheville                                                                                                   | Chaumont       | Meuse Rognon                           |
| 52524      | 52320 | Vignory                          | 219                              | 19,46         | 11               | Bologne Vignory | Chaumont       | Chaumont                               |
| 52525      | 52120 | Villars-en-Azois                 | 62                               | 19,52         | 3                | Châteauvillain | Chaumont       | Trois Forêts                           |
| 52526      | 52160 | Villars-Santenoge                | 79                               | 19,95         | 4                | Villegusien-le-Lac Auberive | Langres        | Auberive, Vingeanne et Montsaugeonnais |
| 52528      | 52130 | Ville-en-Blaisois                | 148                              | 6,89          | 21               | Wassy | Saint-Dizier   | Grand Saint-Dizier, Der et Vallées     |
| 52529      | 52190 | Villegusien-le-Lac               | 993                              | 40,03         | 25               | Villegusien-le-Lac Longeau-Percey                                                                                              | Langres        | Auberive, Vingeanne et Montsaugeonnais |
| 52534      | 52100 | Villiers-en-Lieu                 | 1477                             | 12,90         | 114              | Saint-Dizier-1 Saint-Dizier-Ouest                                                                                              | Saint-Dizier   | Grand Saint-Dizier, Der et Vallées     |
| 52536      | 52190 | Villiers-lès-Aprey               | 47                               | 7,39          | 6                | Villegusien-le-Lac Longeau-Percey                                                                                              | Langres        | Auberive, Vingeanne et Montsaugeonnais |
| 52535      | 52000 | Villiers-le-Sec                  | 739                              | 15,71         | 47               | Chaumont-2 Chaumont-Sud | Chaumont       | Chaumont                               |
| 52538      | 52210 | Villiers-sur-Suize               | 258                              | 17,55         | 15               | Châteauvillain Arc-en-Barrois                                                                                                  | Chaumont       | Trois Forêts                           |
| 52539      | 52600 | Violot                           | 64                               | 4,27          | 15               | Chalindrey Longeau-Percey | Langres        | Savoir-Faire                           |
| 52540      | 52160 | Vitry-en-Montagne                | 29                               | 9,53          | 3                | Villegusien-le-Lac Auberive | Langres        | Auberive, Vingeanne et Montsaugeonnais |
| 52541      | 52800 | Vitry-lès-Nogent                 | 217                              | 7,95          | 27               | Nogent | Chaumont       | Chaumont                               |
| 52542      | 52160 | Vivey                            | 51                               | 13,05         | 4                | Villegusien-le-Lac Auberive | Langres        | Auberive, Vingeanne et Montsaugeonnais |
| 52543      | 52130 | Voillecomte                      | 515                              | 14,44         | 36               | Wassy | Saint-Dizier   | Grand Saint-Dizier, Der et Vallées     |
| 52544      | 52400 | Voisey                           | 275                              | 31,60         | 9                | Bourbonne-les-Bains Laferté-sur-Amance                                                                                         | Langres        | Savoir-Faire                           |
| 52545      | 52200 | Voisines                         | 102                              | 19,08         | 5                | Villegusien-le-Lac Langres | Langres        | Grand Langres                          |
| 52546      | 52500 | Voncourt                         | 17                               | 3,50          | 5                | Chalindrey Fayl-Billot | Langres        | Savoir-Faire                           |
| 52547      | 52320 | Vouécourt                        | 208                              | 13,42         | 15               | Bologne Vignory | Chaumont       | Chaumont                               |
| 52548      | 52310 | Vraincourt                       | 84                               | 3,48          | 24               | Bologne Vignory | Chaumont       | Chaumont                               |
| 52549      | 52240 | Vroncourt-la-Côte                | 27                               | 4,19          | 6                | Poissons Bourmont | Chaumont       | Meuse Rognon                           |
| 52550      | 52130 | Wassy                            | 2776                             | 33,82         | 82               | Wassy | Saint-Dizier   | Grand Saint-Dizier, Der et Vallées     |

## Veränderungen im Gemeindebestand seit 2015

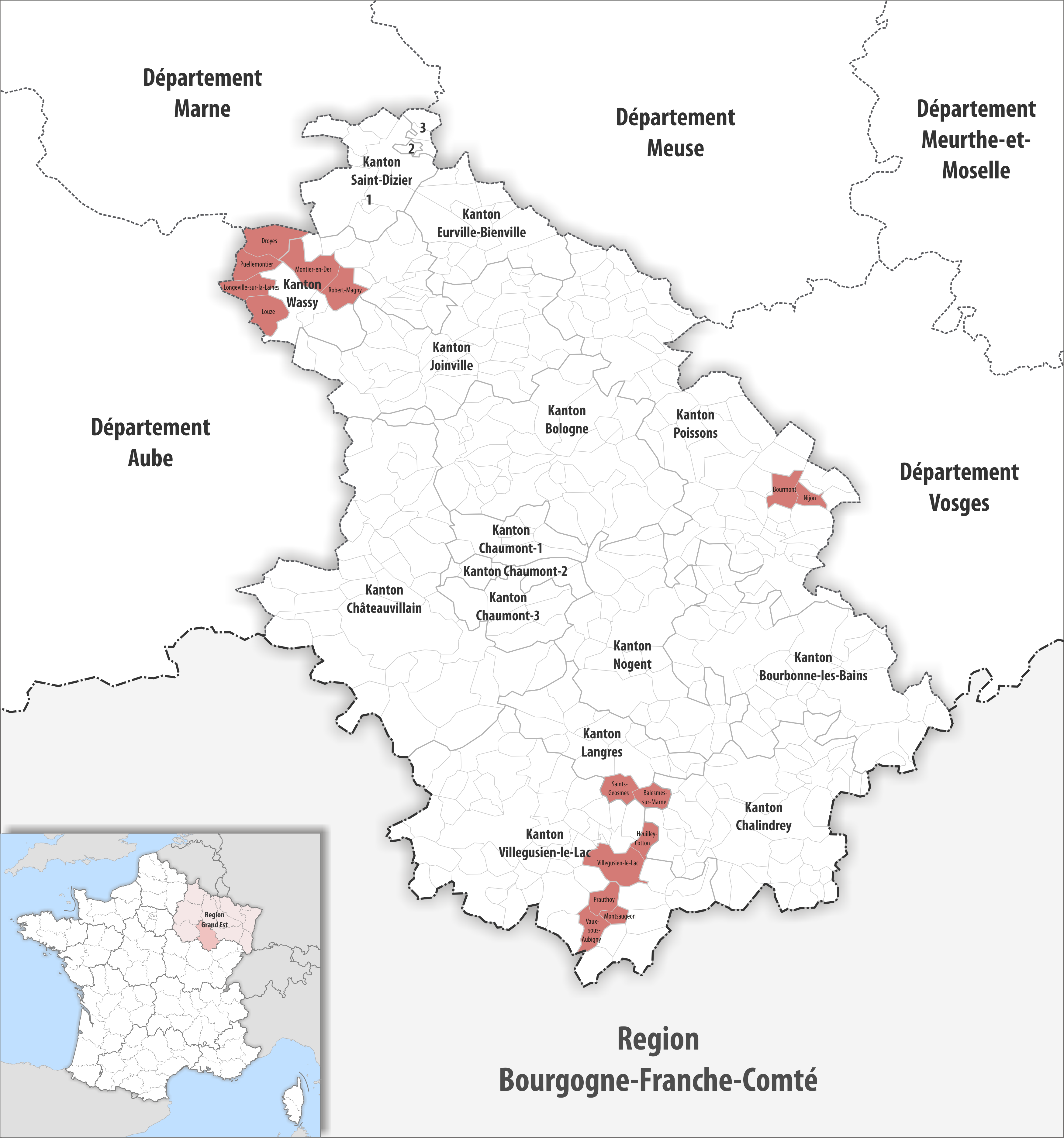
Gemeinden bis 2015
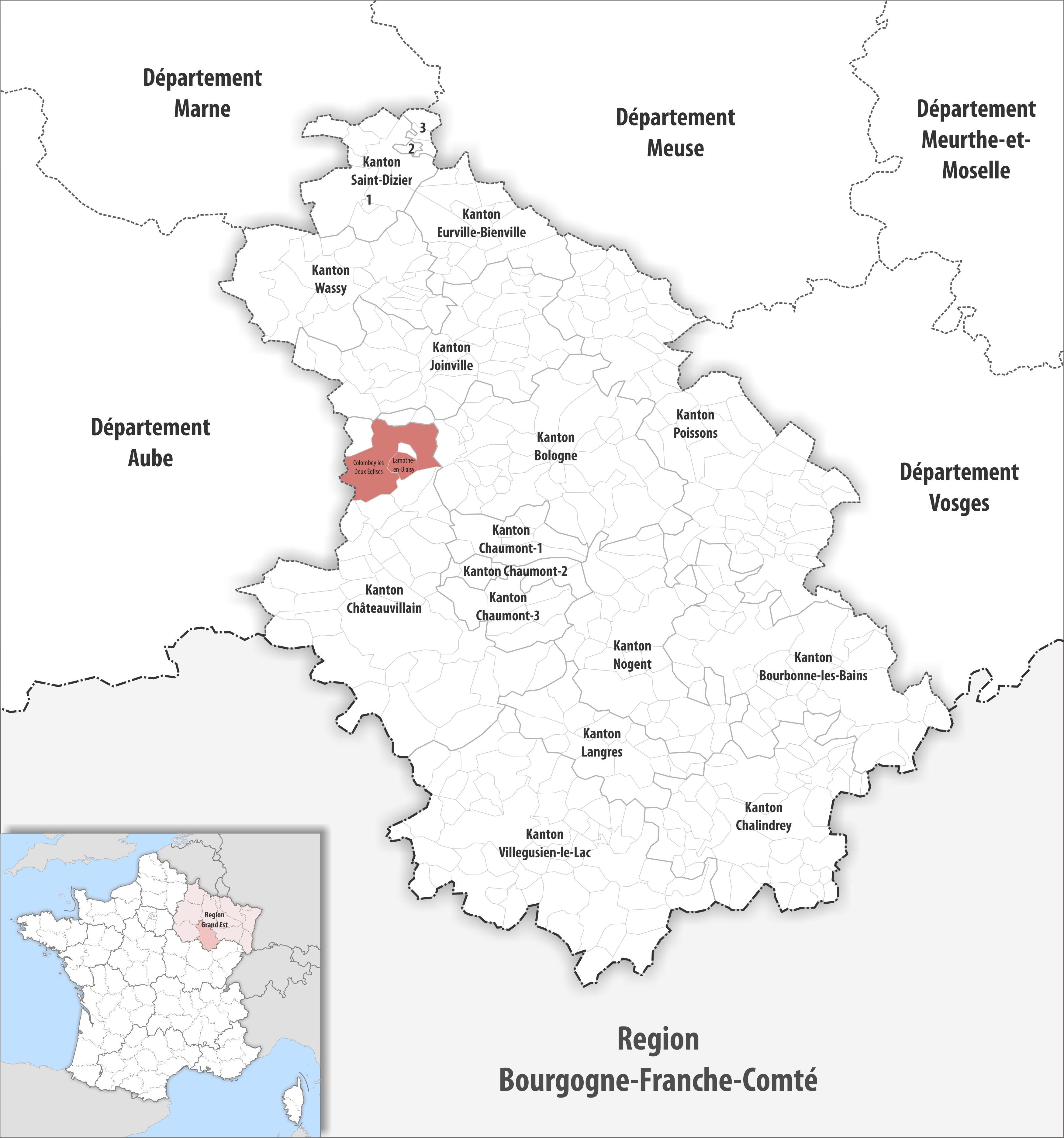
Gemeinden bis 2016
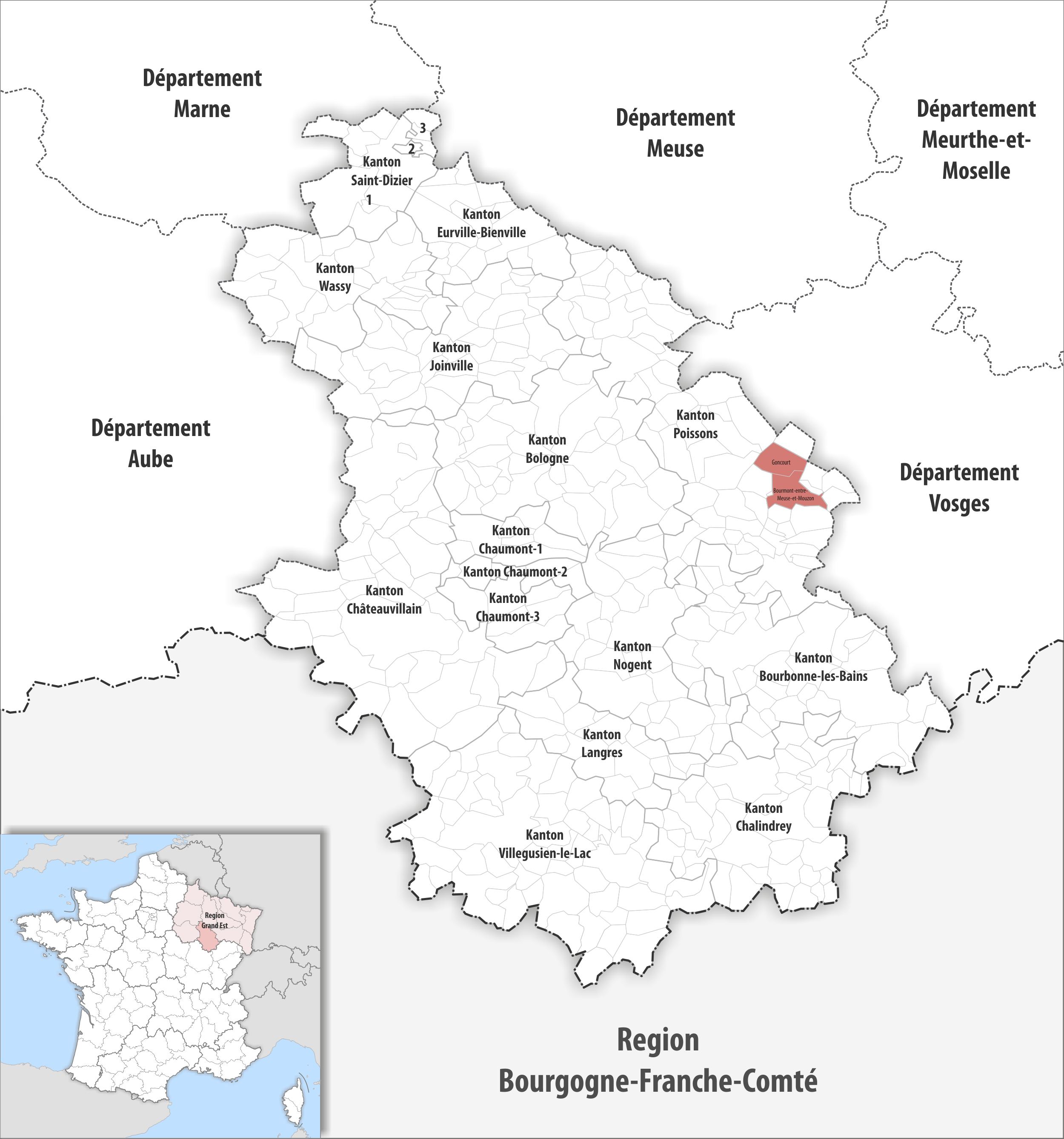
Gemeinden bis 2018

2019:
- Fusion Bourmont-entre-Meuse-et-Mouzon und Goncourt → Bourmont-entre-Meuse-et-Mouzon

2017:
- Fusion Lamothe-en-Blaisy und Colombey-les-Deux-Églises → Colombey les Deux Églises

2016:
- Fusion Nijon und Bourmont → Bourmont-entre-Meuse-et-Mouzon
- Fusion Montier-en-Der und Robert-Magny → La Porte du Der
- Fusion Montsaugeon, Prauthoy und Vaux-sous-Aubigny → Le Montsaugeonnais
- Fusion Droyes, Longeville-sur-la-Laines, Louze und Puellemontier → Rives Dervoises
- Fusion Balesmes-sur-Marne und Saints-Geosmes → Saints-Geosmes
- Fusion Heuilley-Cotton und Villegusien-le-Lac → Villegusien-le-Lac